# Бире (Орн)
Бире (фр. Buré) насеље је и општина у северној Француској у региону Доња Нормандија, у департману Орн која припада префектури Мортањ о Перш.
По подацима из 2011. године у општини је живело 119 становника, а густина насељености је износила 21,06 становника/km². Општина се простире на површини од 5,65 km². Налази се на средњој надморској висини од 165 метара (максималној 211 m, а минималној 148 m).

## Демографија
| 1962. | 1968. | 1975. | 1982. | 1990. | 1999. | 2011. |
| ----- | ----- | ----- | ----- | ----- | ----- | ----- |
| 106   | 123   | 88    | 72    | 94    | 101   | 119   |

График промене броја становника у току последњих година